# ジャンスキー (小惑星)
ジャンスキー (1932 Jansky) は、小惑星帯の小惑星の一つである。
ルボシュ・コホーテクがハンブルク天文台で発見した。
電波天文学の創始者、カール・ジャンスキーに因んで名付けられた。